# Tweede Kamerverkiezingen in het kiesdistrict Ruurlo
Tweede Kamerverkiezingen in het kiesdistrict Ruurlo geeft een overzicht van verkiezingen voor de Nederlandse Tweede Kamer in het kiesdistrict Ruurlo in de periode 1848-1850.
Het kiesdistrict Ruurlo werd ingesteld na de grondwetsherziening van 1848. Tot het kiesdistrict behoorden de volgende gemeenten: Aalten, Borculo, Dinxperlo, Eibergen, Groenlo, Laren, Lichtenvoorde, Lochem, Neede, Ruurlo, Verwolde, Winterswijk en Zelhem.
Het kiesdistrict Ruurlo vaardigde in deze periode per zittingsperiode één lid af naar de Tweede Kamer. 
Legenda
- vet: gekozen als lid van de Tweede Kamer.

## 30 november 1848
De verkiezingen werden gehouden na ontbinding van de Tweede Kamer, na inwerkingtreding van de herziene grondwet.
|                                | 30 november |
| ------------------------------ | ----------- |
| Kiesgerechtigden               | 469         |
| Opkomst                        | 430         |
| Geldige stemmen                | 428         |
| Blanco stemmen                 | 2           |
| Kandidaten                     |             |
| J.P.P. van Zuylen van Nijevelt | 307         |
| Weijn                          | 74          |
| Van Nagell van Ampsen          | 26          |

## Opheffing
In 1850 werd het kiesdistrict Ruurlo samengevoegd met het kiesdistrict Zutphen, dat werd omgezet in een meervoudig kiesdistrict. 